# Arquebisbat d'Esmirna

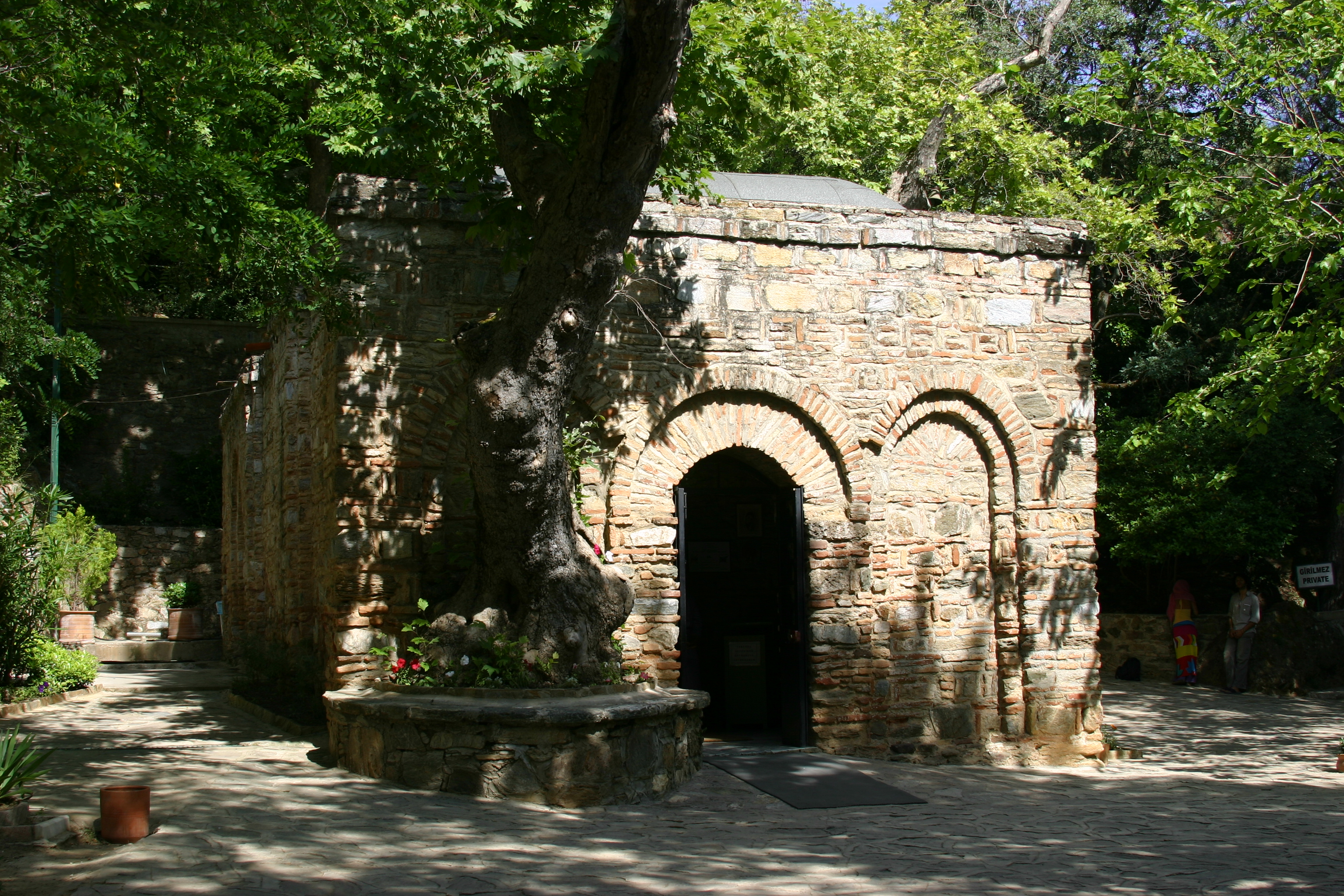
Casa de la Mare de Déu a Efes.

L'arquebisbat d'Esmirna (llatí: Archidioecesis Smyrnensis) és una seu metropolitana de l'Església Catòlica a Turquia, tot i que sense cap diòcesi sufragània. Al 2016 tenia 14.000 batejats. Actualment està regida per l'arquebisbe Martin Kmetec, O.F.M. Conv..

## Territori
La diòcesi comprèn les següents províncies de l'Anatòlia sud-occidental: Esmirna, Manisa, Kütahya, Uşak, Aydın, Denizli, Muğla, Afyonkarahisar, Isparta, Burdur, Antalya i Konya.
La seu episcopal és la ciutat d'Esmirna, on es troba la Catedral de Sant Joan. Al territori de l'arxidiòcesi es troba també l'antiga ciutat d'Efes, on es troba la casa de la Mare de Déu, a pocs quilòmetres de la ciutat de Selçuk. Altres metes de pelegrinatge són el bosquet de sant Joan, una església que porta el seu nom i la presó on va estar reclòs sant Pau.
El territori està dividit en 11 parròquies.

## Història
El cristianisme va ser predicat als habitants d'Esmirna molt aviat: la comunitat és, de fet, esmentada entre les Set esglésies d'Àsia, on ha dirigit el llibre de l'Apocalipsi. Romanen també dues cartes escrites al voltant del 107 per sant Ignasi d'Antioquia, respectivament, als cristians d'Esmirna i el seu bisbe Policarp; no sabem si el bisbe anònim pel qual Joan a l'Apocalipsi té paraules de lloança és el mateix Policarp.
L'antiga seu, inicialment sufragània de l'arxidiòcesi de Efes, aproximadament al segle ix va ser elevada al rang de seu metropolitana, amb cinc diòcesis sufragànies: Focea, Magnesia al Sipilo, Clazomene, Arcangelo i Petra.
A l'època de les croades, el 1318 va ser triat bisbe d'Esmirna Guillaume Adam, un dominic francès que tornava d'una missió a Pèrsia.
La seu llatina d'Esmirna va ser erigida canònicament pel papa Climent VI el 1346 i va tenir una sèrie ininterrompuda d'ocupants fins al segle xvii. Aquest va ser el principi del vicariat apostòlic d' Àsia Menor o Esmirna, que tenia una extensa extensió.
El 1625 els catòlics d'Esmirna no superaven les 65 ànimes i l'antiga catedral, dedicada a Sant Policarp, havia estat convertida a una mesquita pels turcs. Una nova catedral dedicada a la Mare de Déu havia estat construïda pels venecians.
L'arquebisbat, des del 1659 quedà relegada a un simple vicariat apostòlic, va ser restablert pel papa Pius VII el 18 de març de 1818 mitjançant la butlla Apostolatus officium. Actualment, aquest seu no té cap diòcesi sufragània.
El 20 d'agost de 1931, sota el breu Quae catholico del papa Pius XI, va cedir l'illa de Lesbos a la diòcesi de Chios.
Ha rebut la visita del papa Pau VI al juliol de 1967, de Joan Pau II al novembre de 1979 i de Benet XVI el novembre de 2006.

## Cronologia episcopal

### Bisbes grecs
- Sant'Apelle d'Esmirna
- Strataes
- San Bucolo d'Esmirna
- San Policarp d'Esmirna † (? - 23 de febrer de 155 mort)
- Papirio
- Camerio
- Eudemone
- San Trasea d'Eumenia

### Arquebisbes
- Guillaume Adam, O.P. † (1318 - 6 d'octubre de 1322 nomenat arquebisbe de Soltaniyeh)
- Benedetto † (1343 - ? mort)
- Paolo † (10 de juliol de 1345 - 15 de maig de 1357 nomenat arquebisbe de Tebe)
- Pietro da Piacenza, O.F.M. † (31 de gener de 1358 - 4 de març de 1362 nomenat bisbe de Oleno)
- Tommaso de Savignon, O.F.M. † (10 de juny de 1362 - ? mort)
- Raimondo de San Michele, O.Carm. † (14 de febrer de 1373 - ? mort)
- Giorgio Dalmato, O.Carm. † (6 de setembre de 1379 - ? mort)
- Giovanni de Berriaco, O.E.S.A. † (10 d'octubre de 1386 - ?)
- Giovanni de Leicester, O.Carm. † (1398 - ? renuncià)
- Paolo † (1410 - ? mort)
- Francesco de Monte Granelli, O.F.M. † (4 de juny de 1412 - ?)
  - Sede vacante (fins al 1575)

### Arquebisbes titulars
- Eugenio de Pesaro, O.E.S.A. † (16 de novembre de 1575 - ?)
- Agostino Buzio de Varese, O.F.M. † (4 de juliol de 1580 - ?)[2]
- Carlo Gaudenzio Madruzzo † (23 d'octubre de 1595 - 2 d'abril de 1600 bisbe de Trento)
  - Sede vacante (1600-1625)

### Vicaris apostòlics
- Pietro de Marchi, O.P. † (19 de febrer de 1625 - 13 de juliol de 1648 mort)
- Giacinto Subiani, O.P. † (13 de juliol de 1648 - 5 de març de 1652 nomenat vicari apostòlic de Costantinoble)
  - Sede vacante (1653-1659)
- Leone Macripodari † (5 d'abril de 1659 - 1689 renuncià)
- Antonio Giustiniani † (13 de gener de 1690 - 8 de febrer de 1694 nomenat bisbe de Sira)
  - Sede vacante (1694-1696)
  - Daniele Duranti, O.F.M. † (7 de juny de 1696 - abans del 12 d'abril de 1706 renuncià) (administrador apostòlic)
- Nicola de Camillis † (12 de maig de 1706 - 7 de maig de 1710 nomenat bisbe de Sira)
  - Daniele Duranti, O.F.M. † (23 de juny de 1708 - 17 d'agost de 1713 mort) (administrador apostòlic, per segona vegada)
- Davide de San Carlo, O.C.D. † (23 de novembre de 1713 - 18 d'abril de 1715 mort)
- Filippo Bavestrelli † (9 d'agost de 1715 - 30 de setembre de 1720 nomenat bisbe de Chio)
- Pietro Battista de Garbagnate, O.F.M.Ref. † (9 d'abril de 1718 - 15 de juny de 1720 nomenat arquebisbe titular de Cartago)
- Pietro Francesco Lombardi, O.F.M.Ref. † (30 d'agost de 1720 - 5 de juliol de 1721 nomenat bisbe titular de Talia o Tabala)
- Antonio Maturi, O.F.M.Ref. † (15 d'abril de 1722 - 21 de maig de 1731 nomenat bisbe de Sira)
- Dario de Longhis, O.F.M. † (2 de setembre de 1730 - 25 de maig de 1735 nomenat bisbe de Sira)
- Gerolamo de Peraino, O.F.M.Ref. † (5 de febrer de 1735 - 1747 renuncià)
- Giovanni Battista Bavestrelli, O.F.M. † (12 de maig de 1747 - 16 de setembre de 1754 nomenat bisbe de Chio)
- Eusebio Franzosini, O.P. † (20 de desembre de 1754 - 1763 renuncià)
- Domenico de Valdagno, O.F.M.Ref. † (26 d'agost de 1763 - 1779 renuncià)
- Pietro Graveri de Moretta, O.F.M.Obs. † (23 de desembre de 1779 - 17 d'agost de 1781 renuncià)
- Giulio Maria Pecori d'Ameno, O.F.M.Ref. † (18 d'agost de 1781 - 23 de setembre de 1788 nomenat bisbe titular d'Arado)
  - Giuseppe Icard † (4 de setembre de 1789 - 1790 mort) (bisbe electe)
- Pasquale Orlandini da Bergamo, O.F.M.Ref. † (16 d'abril de 1790 - 26 de juny de 1817 mort)
- Luigi Maria Cardelli, O.F.M.Ref. † (26 de juny de 1817 - 18 de març de 1818 nomenat arquebisbe de Smirne)

### Arquebisbes (seu restaurada)
- Luigi Maria Cardelli, O.F.M.Ref. † (18 de març de 1818 - 29 d'agost de 1832 renuncià)
  - Sede vacante (1832-1835)
- Pierre-Dominique-Marcellin Bonamie, SS.CC. † (13 de febrer de 1835 - abans del 24 de novembre de 1837 renuncià)
- Antonio Mussabini † (6 de març de 1838 - 4 de maig de 1861 mort)
  - Giuseppe Maria Alberti † (7 de gener de 1862 - 23 de març de 1862 renuncià) (arquebisbe electe)
- Vincenzo Spaccapietra, C.M. † (8 d'abril de 1862 - 25 de novembre de 1878 mort)
- Andrea Policarpo Timoni † (13 de maig de 1879 - 25 de juliol de 1904 mort)
- Domenico Raffaele Francesco Marengo, O.P. † (1 d'agost de 1904 - 12 de juny de 1909 mort)
- Giuseppe Antonio Zucchetti, O.F.M. Cap. † (22 de desembre de 1909 - 8 de març de 1920 jubilat)
- Giovanni Battista Federico Vallega † (24 de gener de 1921 - 1 de març de 1929 mort)
- Eduardo Tonna † (26 de novembre de 1929 - 2 de desembre de 1937 renuncià)
- Joseph Descuffi, C.M. † (3 de desembre de 1937 - 4 de novembre de 1965 jubilat)
- Alfred Cuthbert Gumbinger, O.F.M.Cap. † (4 de novembre de 1965 - 31 d'agost de 1966 mort)
- Giovanni Enrico Boccella, T.O.R. † (9 de setembre de 1967 - 7 de desembre de 1978 renuncià)
- Domenico Caloyera, O.P. † (7 de desembre de 1978 - 22 de gener de 1983 renuncià)
- Giuseppe Germano Bernardini, O.F.M.Cap. (22 de gener de 1983 - 11 d'octubre de 2004 jubilat)
- Ruggero Franceschini, O.F.M.Cap. (11 d'octubre de 2004 - 7 de novembre de 2015 jubilat)
- Lorenzo Piretto, O.P. (7 de novembre de 2015 - 8 de desembre de 2020)
- Martin Kmetec, O.F.M. Conv., dal 8 de desembre de 2020

## Estadístiques
A finals del 2016, la diòcesi tenia 14.000 batejats.
| any  | població | població | població | sacerdots | sacerdots       | sacerdots       | sacerdots             | diaques | religiosos | religiosos | parròquies |
| ---- | -------- | -------- | -------- | --------- | --------------- | --------------- | --------------------- | ------- | ---------- | ---------- | ---------- |
| any  | batejats | total    | %        | total     | clergat secular | clergat regular | batejats por sacerdot | diaques | homes      | dones      |            |
| 1950 | 1.700    | 205.830  | 0,8      | 13        | 3               | 10              | 130                   |         |            |            | 8          |
| 1969 | 2.850    |          |          | 15        |                 | 15              | 190                   |         | 17         | 17         | 10         |
| 1980 | 1.909    |          |          | 10        |                 | 10              | 190                   |         | 13         | 12         | 10         |
| 1990 | 1.302    |          |          | 8         |                 | 8               | 162                   |         | 14         | 12         | 10         |
| 1999 | 1.300    |          |          | 9         | 1               | 8               | 144                   |         | 11         | 10         | 7          |
| 2001 | 1.350    |          |          | 9         | 2               | 7               | 150                   |         | 10         | 8          | 7          |
| 2002 | 1.300    |          |          | 8         |                 | 8               | 162                   |         | 11         | 7          | 7          |
| 2003 | 1.350    |          |          | 9         | 1               | 8               | 150                   |         | 11         | 7          | 7          |
| 2004 | 1.350    |          |          | 11        |                 | 11              | 122                   |         | 14         | 8          | 7          |
| 2006 | 1.950    |          |          | 13        | 1               | 12              | 150                   | 1       | 19         | 12         | 10         |
| 2013 | 15.000   |          |          | 17        | 7               | 10              | 882                   |         | 12         | 7          | 11         |
| 2016 | 14.000   |          |          | 13        | 5               | 8               | 1.076                 |         | 12         | 9          | 10         |